# Instituto Galego de Estatística
O Instituto Galego de Estatística (em castelhano: Instituto Gallego de Estadística, IGE), é um organismo autônomo da Junta de Galiza criado no ano 1988 e que se rege pela Lei 9/1988 de Estatística de Galiza. Tem como missão promover o desenvolvimento do sistema estatístico da Comunidade Autônoma e presta serviços de compilação e difusão da documentação estatística disponível, desenvolve bases de dados de interesse público, analisa as necessidades e a evolução da demanda de estatísticas e assegura sua difusão.